# Hormisdova formule víry
Hormisdova formule víry je sjednocující formule vydaná roku 519 papežem Hormisdem. Přijetím Hormisdovy formule východní církví končí tzv. Akkakiánské schizma (484-519). Je důležitá pro tvorbu primátu Říma, deklaruje totiž, že právě Řím, který odmítl Henotikon, je zárukou pravé víry. Byla podepsána císařem i konstantinopolským patriarchou.

## Historické pozadí

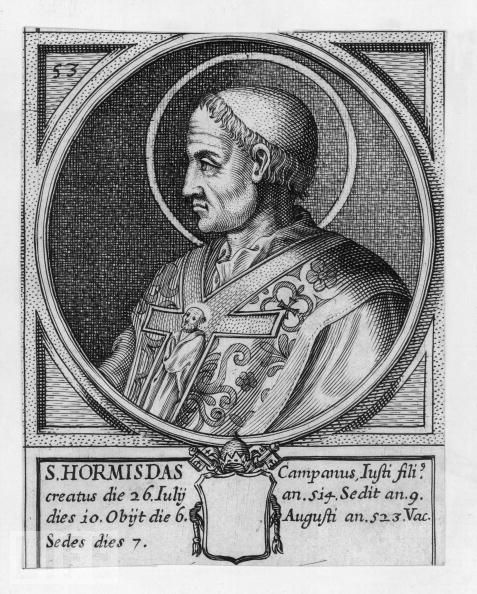
římský biskup Hormisdas

Po odsouzení nestoriánství Efezským koncilem se především na východě rozšiřuje monofysitismus. Toto učení, které své kořeny nachází v Alexandrii, je roku 451 odsouzeno koncilem v Chalcedonu. Jeho závěry jsou církví přijaty, de facto ale nejsou respektovány. Monofysité především v Alexandrii drží množství církevních hodností a proti závěrům Chalcedonu se zdvihá vlna protestů. V rámci zachování celistvosti církve i říše je císařem Zenonem vydán tzv. Henotikon, snažící se o kompromis mezi vyznáním Chalcedonským a vírou v jedinou podstatu Krista. Monofysity uspokojuje, západ ho ale odmítá. Situace vyústí v první závažné církevní schisma.
Vydání formule bylo umožněno právě roztříštěností východu, která nepřímo posilovala pozici Říma. Ten byl navíc pod vlivem Odoakera, později Ostrogótů, tedy umírněných ariánů. Mohl tak prosazovat poměrně samostatnou politiku. Vhod navíc později přišla i východu, především Justiniánu I., který se snažil o obnovení Římské říše s Římem jako hlavním městem. Církevní jednota tak byla důležitou součástí jeho politiky.